# The Joker's Wild Jr.
Joker's Wild Jr., The is een videospel voor het platform Philips CD-i. Het spel werd uitgebracht in 1994. 